# Zinovij Rozjestvenskij

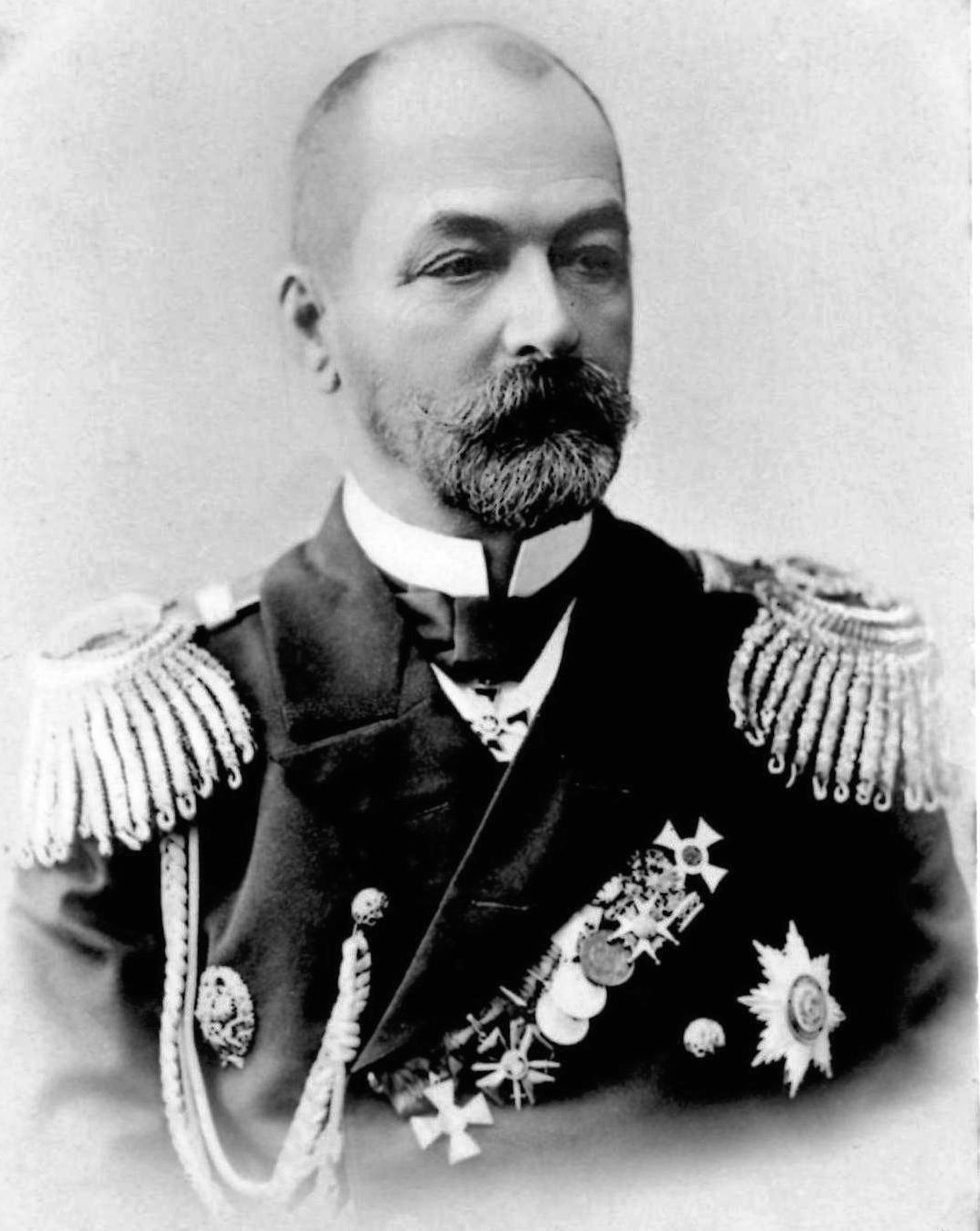
Zinovij Rozjestvenskij

Zinovij Petrovitj Rozjestvenskij (ryska: Зиновий Петрович Рожественский), född 11 november (gamla stilen: 30 oktober) 1848 i Moskva, död 14 januari 1909 i Sankt Petersburg, var en rysk amiral.
Rozjestvenskij deltog som ung sjöofficer med utmärkelse i rysk-turkiska kriget 1877-78, var under första sino-japanska kriget 1894-95 chef för ett i Östasien stationerat ryskt örlogsfartyg, blev 1898 konteramiral och var 1903-04 t.f. chef för ryska Marinstaben. 
Rozjestvenskij utsändes under rysk-japanska kriget den 11 oktober 1904 från Liepāja till Östasien som chef för den i största hast och ytterst vårdslöst utrustade ryska östersjöeskadern. Redan vid passerandet av Doggers bankar i Nordsjön vann eskadern en föga avundsvärd ryktbarhet genom beskjutning (natten till 21 oktober) av en brittisk fiskeflotta i tro att det var japanska minbåtar. Ett fiskefartyg sänktes, och fem skadades, under det att två man dödades och 29 sårades (den så kallade Doggers bank-incidenten).
Efter att de sjödugligare fartygen rundat Kapudden och de övriga passerat genom Suezkanalen, förenades eskadern 7 januari 1905 vid Madagaskar. Dagen innan hade underrättelselsen om Port Arthurs fall kommit. Det egentliga syftet med eskaderns utsändande var därigenom borta, men för att rädda den ryska krigsäran beslöt man att likväl söka slå sig fram till Vladivostok. Den 8 maj förenade man sig i Kamranibukten med amiral Nikolaj Nebogatovs eskader som 15 februari lämnat Liepāja. 
Den 27 maj stötte man ihop med den japanska flottan under Togo Heihachiro i slaget vid Tsushima. Ryssarna var överlägsna i antalet slagskepp, men underlägsna i kryssare och mindre fartyg. Japanerna hade dessutom moderniserat sitt artilleri samt var bättre utbildade och hade lång krigserfarenhet. De vann en lika lätt som lysande seger. Vad som undkommit under dagens strid blev offer för torpedbåtsanfall efter mörkrets inbrott. Rozjestvenskij själv blev sårad och tillfångatagen; Nebogatov, som försökte fly mot Vladivostok, omringades och gav sig. Då Rozjestvenskij efter fredsslutet kommit hem, ställdes han i april 1906 inför krigsrätt, frikändes från ansvar för nederlaget men avskedades omedelbart och tillbringade sina sista år i obemärkthet.